# Cédric Pla
Cédric Pla (3 gennaio 1983) è un pentatleta francese.

## Palmarès
In carriera ha conseguito i seguenti risultati:
- Europei

Albena 2004: bronzo nel pentathlon moderno individuale.